# Laro Herrero
Laro Herrero Echavarri (* 17. Januar 1990 in Santander) ist ein ehemaliger spanischer Snowboarder. Er startete im Snowboardcross und nahm an zwei Olympischen Winterspielen sowie vier Snowboard-Weltmeisterschaften teil.

## Werdegang
Herrero belegte bei den Juniorenweltmeisterschaften 2007 in Bad Gastein den 72. Platz im Snowboardcross, den 53. Rang im Parallel-Riesenslalom sowie den 44. Platz im Parallelslalom und bei den Juniorenweltmeisterschaften 2008 in Chiesa in Valmalenco den 29. Platz im Snowboardcross. In der Saison 2008/09 nahm er in La Molina erstmals am Snowboard-Weltcup teil, wobei er den 52. Platz errang und kam bei den Juniorenweltmeisterschaften 2009 in Nagano auf den 28. Platz im Snowboardcross. Im folgenden Jahr wurde er im Riesenslalom sowie im Snowboardcross spanischer Meister und fuhr bei den Juniorenweltmeisterschaften in Cardrona auf den 30. Platz im Snowboardcross. In der Saison 2010/11 siegte er bei den spanischen Meisterschaften im Parallel-Riesenslalom und errang bei den Weltmeisterschaften im Januar 2011 in La Molina den 52. Platz. In der Saison 2011/12 erreichte er mit dem neunten Platz in der Snowboardcross-Wertung des Europacups und in der Saison 2012/13 mit dem 38. Rang im Snowboardcross-Weltcup seine besten Gesamtergebnisse. Bei den Snowboard-Weltmeisterschaften 2013 im Stoneham fuhr er auf den 48. Platz. In den folgenden Jahren belegte er bei den Olympischen Winterspielen 2014 in Sotschi den 33. Platz, bei den Snowboard-Weltmeisterschaften 2015 am Kreischberg den siebten Rang und bei den Snowboard-Weltmeisterschaften 2017 in der Sierra Nevada den 29. Platz. In der Saison 2017/18 erreichte er mit Platz 11 in La Molina seine beste Platzierung im Weltcup und absolvierte in Moskau seinen 42. und damit letzten Weltcup, welchen er auf dem 23. Platz beendete. Beim Saisonhöhepunkt, den Olympischen Winterspielen 2018 in Pyeongchang errang er den 38. Platz im Snowboardcross.

## Teilnahmen an Weltmeisterschaften und Olympischen Winterspielen

### Olympische Spiele
- 2014 Sotschi: 33. Platz Snowboardcross
- 2018 Pyeongchang: 38. Platz Snowboardcross

### Weltmeisterschaften
- 2011 La Molina: 52. Platz Snowboardcross
- 2013 Stoneham: 48. Platz Snowboardcross
- 2015 Kreischberg: 7. Platz Snowboardcross
- 2017 Sierra Nevada: 29. Platz Snowboardcross

## Weltcup-Gesamtplatzierungen
| Saison  | Snowboardcross | Snowboardcross |
| Saison  | Punkte         | Platz          |
| ------- | -------------- | -------------- |
| 2008/09 | 15             | 91.            |
| 2011/12 | 14             | 92.            |
| 2012/13 | 349            | 38.            |
| 2013/14 | 134            | 52.            |
| 2014/15 | 53             | 48.            |
| 2015/16 | 212,5          | 47.            |
| 2016/17 | 111,9          | 58.            |
| 2017/18 | 588,8          | 40.            |